# فولتون (تنسی)
فولتون (به انگلیسی: Fulton) یک منطقهٔ مسکونی در ایالات متحده آمریکا است که در شهرستان لاودردیل، تنسی واقع شده‌است.